# Kickapoo
I Kickapoo (Kiikaopoa o Kiikaapoi) sono una tribù di nativi americani appartenente alla grande famiglia linguistica algonchina. Secondo i loro parenti Ojibway, il nome Kickapoo (Giiwigaabaw) significherebbe "sta qua e là" (vagabondo) e si riferirebbe alle abitudini migratorie della tribù. Questa interpretazione è contestata e viene generalmente considerata come un'etimologia non scientifica.

## Storia
Formidabili guerrieri, i Kickapoo hanno costituito, insieme ai Seminole della Florida, uno dei gruppi nativi americani più irriducibilmente nemici dell'assimilazione da parte dei bianchi.
Essi erano originari della zona tra i fiumi Fox e Wisconsin ed erano affini, anche linguisticamente, ai vicini Sauk e Fox.
Essi combatterono disperatamente prima contro i francesi, poi contro gli inglesi ed infine contro gli statunitensi, e furono sempre in prima fila in tutte le rivolte indiane contro le colonie americane, da quella di Pontiac, a quella di Piccola Tartaruga, a quella infine di Tecumseh. Fu anche probabilmente a seguito dell'assassinio di Pontiac da parte di un indiano Illini che la tradizionale ostilità dei Kickapoo contro questa tribù portò praticamente alla sua distruzione ed all'occupazione dei suoi territori da parte dei vincitori.
Sull'esempio di Tecumseh, i Kickapoo si aggregarono agli inglesi del Canada contro gli americani dal 1813 al 1816, quando, abbandonati dai primi, dovettero iniziare una lunga migrazione attraverso tutto il continente, che, passando dal Kansas all'Oklahoma, dal Texas all'Arizona, portò la parte più irriducibile della tribù a cercare rifugio fino nel Messico. Qui i Kickapoo fornirono protezione ai messicani contro le incursioni degli Apache e dei Comanche ed utilizzarono a loro volta il Messico per razziare e predare a scopo di vendetta, addirittura fino agli anni ottanta del XIX secolo, gli odiatissimi abitanti del Texas.

## Situazione attuale
Attualmente vi sono tre gruppi riconosciuti di kickapoo (e tre corrispettive riserve) negli Stati Uniti: i kickapoo del Kansas, quelli dell'Oklahoma e la Kickapoo Traditional Tribe del Texas. C'è un ulteriore consistente nucleo anche in Arizona.
Fino ad oggi, i primi due gruppi sono stati politicamente assimilati al terzo.
Nello Stato messicano di Coahuila sopravvivono inoltre, mantenendo stretti legami con i gruppi restati negli USA, i discendenti del nucleo che aveva cercato rifugio oltre confine e che rifiutò, fino all'ultimo, i pressanti tentativi del governo statunitense di ottenerne il rientro in Oklahoma. Nello Stato del Wisconsin è presente un fiume chiamato Kickapoo proprio in riferimento alla tribù omonima.